# Ningyō Tsukai
Ningyō Tsukai (人形使い lit. Titiritero?) es un videojuego de lucha de 1992 para la NEC PC-9801, desarrollado y distribuido por Forest. Más tarde se lanzó en la FM Towns.
Se lanzó en América para el sistema operativo DOS bajo el título de "Metal & Lace", el título fue desarrollado y distribuido por Megatech Software. En 1996 se lanzó la secuela, Ningyō Tsukai 2 (人形使い2?).

## Trama
En un futuro cercano, debido al desarrollo significativo de la tecnología industrial, la humanidad comenzó a emigrar a otro planeta, para esto se fabricó un robot a control remoto llamado "SI-LHOUETTE (silueta)" para que desarrolle dicho planeta. Eventualmente se empezaron a usar los silhouette para competencias de artes marciales y duelos, esto ganó gran popularidad, haciendo que la industria de los silhouette crezca rápidamente. Mizuho Factory, era una compañía excelente que se dedicaba a la fabricación de estas máquinas, pero su empresa matriz se declaró en quiebra antes de que se lanzara el nuevo modelo, dejando una gran deuda.
Hay noticia de una competencia de silhouettes donde el ganador recibirá mucho dinero. Aunque los pilotos se limitarán solo a chicas hermosas. La desarrolladora de silhouettes, Rika Mizuho, participará en el duelo con la silhouette MIMI, creada por ella misma. 

## Personajes
Mimi (ミミ?)
Una silhouette controlada por Rika Mizuho, el personaje principal. 
Rogue type β (ローグtypeβ?)
Una silhouette controlada por Eliza Sandy Moore. 
Anna (アンナ?)
Una silhouette controlada por Jessica Norton. Se especializa en patadas circulares. 
Rogue type β Break (ローグtypeβ改?)
Una silhouette controlada por Sirsia Rumastnov. Su movimiento especial es el Roller Dash Attack. 
Sky Hound (スカイハウンド?)
Una silhouette controlada por Daisy A. Garland. Su movimiento especial es un ataque de salto flotante. 
Soryu (蒼龍?)
Una silhouette desarrollada por Kanazawa Heavy Machinery, el piloto es Sanae Kiriha. 
Sink (シンク?)
Una silhouette controlada por Li Kahua.